# Standard Ebooks
Standard Ebooks es un proyecto de código abierto impulsado por voluntarios para crear y publicar libros electrónicos de alta calidad, completos y accesibles, de obras de dominio público. 
Standard Ebooks obtiene títulos de lugares como Proyecto Gutenberg, Internet Archive y Wikisource, pero difiere de dichos proyectos en cuanto a que su objetivo es el de maximizar la legibilidad para un público moderno, aprovechando las características de accesibilidad disponibles en los formatos de archivo de los libros electrónicos modernos, y agilizar las actualizaciones de los libros electrónicos (como correcciones de erratas). Para ello utiliza GitHub como herramienta de colaboración.
Todos los títulos de Standard Ebooks son publicados en formato epub, azw3 y Kepub, y están disponibles a través de Google Play Books y Apple Books. Todos los archivos de los libros electrónicos son publicados como dominio público en Estados Unidos, y todo el código se publica bajo la versión 3 de la Licencia Pública General de GNU (GPLv3).

## Estilo
Standard Ebooks produce libros electrónicos siguiendo una guía de estilo unificada, que especifica desde las normas tipográficas hasta el etiquetado semántico y la estructura interna del código, con el objetivo de crear un corpus consistente, alineado con los estándares modernos de publicación y «limpio de efemérides antiguas e irrelevantes»[cita requerida]. Standard Ebooks colabora con organizaciones como la National Network for Equitable Library Service, y se esfuerza por cumplir con los estándares de accesibilidad del consorcio DAISY (Sistema de Información Digital Accesible), entre otros, para garantizar que todas las producciones funcionen con herramientas modernas como los lectores de pantallas.
Con el objetivo de crear obras de dominio público más accesibles al público moderno, se modernizan las grafías arcaicas y se tratan las peculiaridades tipográficas «para que los libros electrónicos parezcan libros y no documentos de texto». Este planteamiento contrasta con el trabajo de sitios de transcripción como Proyecto Gutenberg.

Todas las portadas de los libros proceden de obras de arte de dominio público. Los productores voluntarios de libros electrónicos localizan pinturas adecuadas para la obra que están produciendo.
|                                          |
| Portada de Walden de Henry David Thoreau |

|                                                                  |
| Portada de Tractatus logico-philosophicus de Ludwig Wittgenstein |

|                                                  |
| Portada de Sobre la libertad de John Stuart Mill |

## Historia
Standard Ebooks fue creado por Alex Cabal después de haber experimentado la frustración de no haber sido capaz de encontrar libros electrónicos bien formateados en inglés mientras vivía en Alemania. Después de experimentos tempranos creando una edición con precio libre de Alicia en el país de las maravillas, la página web de Standard Ebooks fue lanzada en 2017. El aviso inicial provino de publicaciones en Hacker News y Reddit, con posteriores menciones, incluyendo el boletín de Stack Overflow.
En 2021, Standard Ebooks empezó a aceptar donaciones y patrocinios para producir libros específicos.